# Frederico VIII, Duque de Eslésvico-Holsácia
Frederico VIII de Eslésvico-Holsácia (6 de julho de 1829 - 14 de janeiro de 1880) foi um pretendente que dizia-se o verdadeiro duque de Eslésvico-Holsácia a partir de 1863, ano em que Frederico VII da Dinamarca morreu, tornando Frederico como parente mais próximo da sucessão aos ducados Eslésvico-Holsácia e do trono da Dinamarca. O título de duque de Eslésvico-Holsácia era quase exclusivamente nominal, pois o Reino da Prússia assumiu efetivamente o comando dos seus ducados em 1866, após a Guerra dos Ducados do Elba.
Seu pai liderou o movimento nacionalista nos ducados, que levou à Primeira Guerra do Schleswig. No entanto, depois de seu pai ter abdicado dos direitos sucessórios por dinheiro após o Protocolo de Londres em 1852, Frederico não era considerado nem elegível como rei pela maioria dos Dinamarqueses, nem como duque de Eslésvico-Holsácia.
Sua segunda filha, Augusta Vitória, se casou com com o príncipe Guilherme da Prússia, e foi imperatriz consorte da Alemanha.